# コウライギギ
コウライギギ（高麗義義、学名：Pseudobagrus fulvidraco、英語：Korean bullhead）は、ナマズ目ギギ科の魚。中国では華南を中心に食用にされる。特定外来生物。

## 名称
学名のシノニムに下記がある。
- Macrones fulvidraco Richardson, 1846
- Pelteobagrus fulvidraco Richardson, 1846
- Pimelodus fulvidraco Richardson, 1846
- Pseudobagrus fulvidraco Richardson, 1846
- Bagrus calvarius Basilewsky, 1855
- Silurus calvarius Basilewsky, 1855
- Pseudobagrus intermedius Pan, 1960
- Pelteobagrus fulvidraco Jayaram, 1968

中国語の標準名は「黄顙魚 huángsǎngyú」、朝鮮語では、「동자개 トンジャゲ 」という。英語で「yellow carfish」などと呼ばれることもある。

## 形態
日本で一般的なギギと同属であるが、体色が全体的に緑灰色で、腹など一部が淡黄色を帯びてまだら模様となっているので区別できる。全長 10cmから20cm、最大30cm程度で、体高との比率は平均3.8倍程度と細長く、背鰭の付け根周辺が高くなっている。尾びれは2叉しており、背びれは2つあり、第一背びれに1棘7軟条、尻びれに19～20軟条、腹びれに5軟条を持つ。ヒゲは4対、合計8本ある。鱗はなく、側線は明瞭。

## 生態
湖沼や大河川に生息する。流れがゆるやかで、水底にヘドロの堆積した浅い水域を好む。主にエビ類や底生小型魚類を捕食し、約8cmで性成熟し4月から6月に産卵する。繁殖行動は天候の悪化した夜間に行われる。オスが泥底に巣を作り、メスを誘い入れて産卵させる。オスは稚魚が泳ぎだすまで巣を警護する。

## 分布
シベリア西部アムール川、朝鮮半島と中国の黒竜江、遼河、黄河、長江、閩江、珠江の各流域および海南島、香港に分布する。長江流域や、広東省などで養殖されている。
日本には観賞用として輸入されたものが放流され、2011年の調査で利根川水系霞ヶ浦に定着した可能性が高い事が報告されている。2019年には、霞ケ浦と同じく利根川水系の潮来市の水路で捕獲されており、現在は利根川水系の広い範囲で定着している可能性がある。
日本では特定外来生物に指定されており、放流、飼育、販売、譲渡などが禁じられる。

## 利用

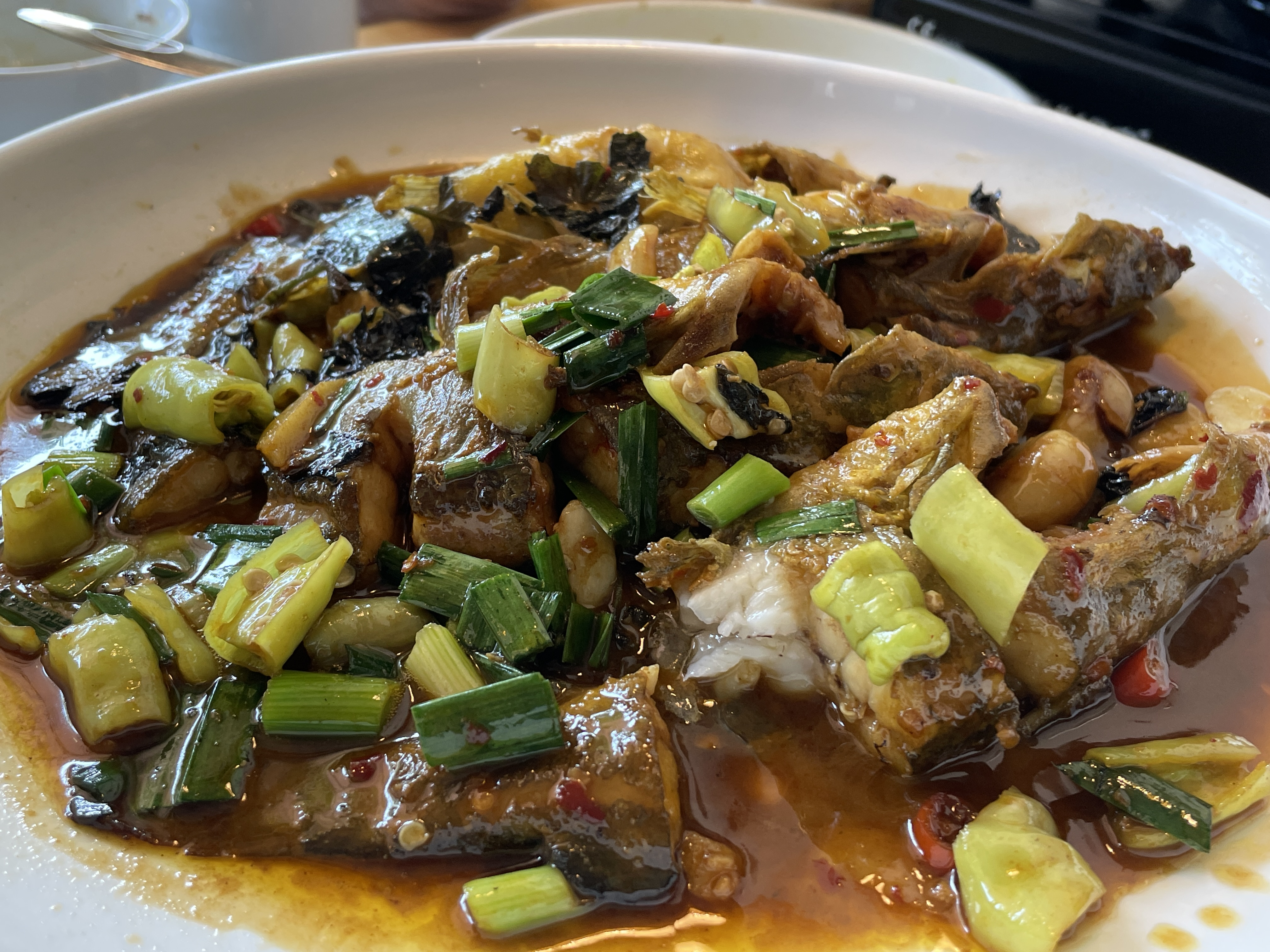
紅焼黄刺魚

小振りであるために、中華料理では煮て食べるのが普通である。白身で、くせはなく、鱗もないため、調理しやすい。四川料理では、「黄臘丁（ホワンラーディン huánglàdīng）」の名で、漬け物と共に酸味のあるスープとしたり、豆腐などと共にスープや鍋料理の材料とすることが多い。安徽料理や淮揚料理では、「昂刺魚（アンツーユー）」の名で、スープにしたり、砂糖と醤油で煮付けにもされることが多い。順徳料理では、「黄骨魚（ウォンクワッユー）」の名で豆豉蒸しや土鍋焼きなどにもされる。